# Zygogeomys trichopus
Zygogeomys trichopus é uma espécie de roedor da família Geomyidae. É monotípico dentro do gênero Zygogeomys. É endêmico do México, onde seu habitat natural são florestas temperadas de alta altitude. Seus números estão em declínio e está listado pela União Internacional para a Conservação da Natureza (IUCN) como "em perigo".

## Descrição
Z. trichopus é um animal pequeno com pelo curto, denso, preto e lustroso e uma cauda sem pelos. Os olhos são pequenos e profundos e há uma região de pele nua em forma de almofada logo atrás das narinas. É dócil quando capturado, não fazendo nenhuma tentativa de morder como outros geomiídeos.

## Distribuição e habitat
Z. trichopus é endêmico do Eixo Neovulcânico, no centro-sul do México, onde ocorre em quatro locais distintos a oeste do lago Pátzcuaro, em altitudes superiores a 2.200 m. O registro fóssil mostra que membros do gênero Zygogeomys, incluindo duas outras espécies agora extintas, eram difundidos no final do Plioceno no sudoeste dos Estados Unidos. Seu habitat típico são florestas mistas de abetos, pinheiros e amieiros, com solo profundo e friável, adequado para a escavação. Existem várias pequenas populações separadas por terrenos inadequados. A espécie apresenta pouca variação genética e a população atual pode ser um relicto de uma distribuição anterior mais ampla.

## História natural
Z. trichopus vive em uma toca e ergue um monte de terra cônico e característico na superfície, sem entrada visível. Foi encontrada uma câmara central a 2 m de profundidade, que pode ser onde os filhotes são criados. Pouco se sabe sobre os hábitos reprodutivos do animal, que podem ser sazonais, já que machos capturados em março e agosto tinham testículos pequenos, enquanto um capturado em dezembro tinha testículos grandes. Uma fêmea grávida contendo um embrião foi capturada em dezembro. Este animal raramente é capturado em armadilhas de superfície e pode viver e forragear quase inteiramente no subsolo.
Em seu habitat natural de Michoacán, foi relatado que Z. trichopus causa danos a abacateiros e mutila árvores jovens em projetos de reflorestamento, além de causar danos estruturais a estradas, canteiros de obras e canais de irrigação.

## Status
Os requisitos de habitat de Z. trichopus são muito específicos e, onde a agricultura substitui a floresta nativa em que vive, ele fica restrito a altitudes mais elevadas e tende a ser substituído por outras espécies de geomiídeos (Pappogeomys). Sua área total de ocorrência é inferior a 5.000 km², sua distribuição é fragmentada e sua população está em declínio, e a IUCN o listou como "em perigo".